# TUD
TUD，台灣新生代女子團體，現任成員包括姜沛芯（貝果）、林靖軒（靖軒）、黃怡瑄（Kadi）、彭郁真（小班）等四位。其團員皆出身於網路節目《校花點點名》，於2017年9月29日正式發行團體首張EP《Monster》。

## TUD 團名之由來
TUD 為 The Ugly Duckling（醜小鴨）的英文首字母縮略字，引用自安徒生童話中廣為流傳的一則故事，敘述一隻醜小鴨在經歷委屈與挫折的成長過程後，最終蛻變成天鵝，其中寓意著「不經一番寒徹骨，焉得梅花撲鼻香」之人生哲理。該團以此為團名，其用意在於五位團員頂著校花頭銜，參與節目錄製與發片，也曾遭遇謾罵與攻擊，將挫折與阻力轉化為自我成長的動力，就是團名「醜小鴨」所賦予正面內涵之落實。

## 團員簡介

### 現任成員
| 本名   | 綽號 | 出生日期       | 團內擔當        | 學校                                   | 個人專頁                                                                                             |
| 姜沛芯 | 貝果 | 1994年1月24日  | - 主唱          | 亞洲大學（保健營養生技學系）           | - 姜沛芯 臉書專頁 （页面存档备份，存于） - 姜沛芯 Instagram - 姜沛芯 新浪微博 （页面存档备份，存于） |
| 林靖軒 | 三歲 | 1997年2月27日  | - 副唱 - 老么   | 中華科技大學（生物科技系化妝品生技組） | - 林靖軒 臉書專頁（页面存档备份，存于） - 林靖軒 Instagram - 林靖軒 新浪微博                         |
| 黃怡瑄 | Kadi | 1995年2月19日  | - 團長 - 主唱   | 高雄醫學大學（心理學系）               | - 黃怡瑄 臉書專頁 - 黃怡瑄 Instagram - 黃怡瑄 新浪微博                                               |
| 彭郁真 | 小班 | 1996年12月24日 | - Rapper - 媽咪 | 健行科技大學（應用外語系）             | - 彭郁真 臉書專頁（页面存档备份，存于） - 彭郁真 Instagram（页面存档备份，存于） - 彭郁真 新浪微博   |

### 已離開成員
| 本名   | 綽號 | 出生日期      | 團內擔當 | 學校                 | 個人專頁                                                                      |
| 陳芷妧 | 晚玩 | 1994年3月10日 | - 領舞   | 成功大學（法律學系） | - 陳芷妧 臉書專頁 - 陳芷妧 Instagram - 陳芷妧 新浪微博 （页面存档备份，存于） |

## 音樂作品

### 音樂專輯
| 專輯名稱 | 發行日期      | 曲目                                                       | 備註                   |
| Monster  | 2017年9月29日 | (1) Monster （页面存档备份，存于） (2) 我賴你賴我 (3) 不遠 | 迷你專輯、數位平台發行 |

### 《Monster》曲目簡介
| 曲序 | 曲目                           | 作曲                 | 填詞           | 時長  |
| 1.   | Monster （页面存档备份，存于） | terrytyelee          | TUD            | 03:24 |
| 2.   | 我賴你賴我                     | Victor劉偉德、許郁翎 | 許郁翎、詹詠淇 | 03:00 |
| 3.   | 不遠                           | terrytyelee、王知音  | 林靖軒、許郁翎 | 04:20 |

## 其他作品

### 廣告作品
| 廣告名稱                                                | 年份 |
| Samsung Galaxy J7+ 萌拍篇 (2017) （页面存档备份，存于） | 2017 |
| Samsung Galaxy J7+ 超萌美拍篇 (2017)                    | 2017 |

### 影視綜藝作品
| 播出日期       | 節目                       | 頻道             | 主題                                                                                              | 參與成員               |
| 2017年10月5日  | 《愛情琳不靈》（Live）     | Yahoo TV         | 校花燒腦PK賽！                                                                                    | 全員                   |
| 2017年10月12日 | 《星鮮話》                 | TVBS 56台        | 正翻！各家校花來報到 男同學有福啦！ （页面存档备份，存于）                                        | 全員                   |
| 2017年10月13日 | 《當我們喇在一起》（Live） | 17直播           | 來賓 TUD （页面存档备份，存于）                                                                   | 全員                   |
| 2017年10月17日 | 《歡樂智多星》             | 衛視中文台       | 歡樂運動會 TUD隊 TMD隊 挑戰賽 （页面存档备份，存于）                                              | 全員                   |
| 2017年10月18日 | 《安安大明星》（Live）     | 三立線上直播     | TUD專訪 （页面存档备份，存于）                                                                    | 全員                   |
| 2017年10月20日 | 《天天樂財神》             | 中天娛樂台       | TUD新鮮人超可愛～ 椅子用爬的還排「人形蜈蚣」（页面存档备份，存于）                                | 全員                   |
| 2017年10月27日 | 《娛樂百分百》             | 八大綜合台       | 新聲耳mazing（页面存档备份，存于）                                                                | 全員                   |
| 2017年10月28日 | 《新電玩快打》             | 緯來綜合台       | 萬聖節全民熱鬧運動會（页面存档备份，存于）                                                        | 全員                   |
| 2017年10月28日 | 《娛樂百分百》             | 八大綜合台       | 百分百遊戲王（页面存档备份，存于）                                                                | 小班、靖軒             |
| 2017年10月31日 | 《不准不漂亮》（Live）     | ETToday 播吧     | 一秒就學會！手殘女都會綁的女神髮型（页面存档备份，存于）                                          | 全員                   |
| 2017年10月31日 | 《小明星大跟班》           | 中天綜合台       | 諧星最艱難的挑戰！加入她們女子偶像還能成團嗎？（页面存档备份，存于）                              | 全員                   |
| 2017年11月7日  | 《綜藝大熱門》             | 三立都會台       | 歌手想打歌？！身旁好友要夠耐操！（页面存档备份，存于）                                            | 全員                   |
| 2017年11月13日 | 《國光幫幫忙之大哥是對的》 | 三立都會台       | 長得帥不稀罕！現在女生就哈這一味！！（页面存档备份，存于）                                        | 全員                   |
| 2017年11月16日 | 《我愛偶像》               | MTV 娛樂台       | 華語女生新勢力！國樂女神麗絲 Liz、鐵肺歌姬秦宇子、校花女團TUD同台飆唱秀才藝（页面存档备份，存于） | 全員                   |
| 2017年12月5日  | 《綜藝大熱門》             | 三立都會台       | 嫂子賣餃子怎麼跳啊？非唱跳歌曲轉型大挑戰！（页面存档备份，存于）                                  | Kadi、晚玩、貝果、靖軒 |
| 2018年3月24日  | 《綜藝玩很大》             | 中視、三立都會台 | 第九十五回 台灣新竹（第189集（页面存档备份，存于））（第190集（页面存档备份，存于）               | 小班                   |
| 2018年3月31日  | 《綜藝玩很大》             | 中視、三立都會台 | 第九十五回 台灣新竹（第189集（页面存档备份，存于））（第190集（页面存档备份，存于）               | 小班                   |

### 平面
- Milk 雜誌 2017年10月號 (162期)

## 活動與代言
| 名稱                             | 性質     | 日期       | 地點                             | 備註                                  |
| 上海《Unity 還有音樂節》         | 舞台演出 | 2017/9/3   | 上海世博公園                     | TUD 首次大型舞台演出                  |
| Samsung Galaxy J7+               | 商品代言 | 2017年     | 台灣                             | 擔任萌萌大使，CF & 平面拍攝，現場活動 |
| 《Taipei Walker》生日趴          | 舞台演出 | 2017/10/21 | 台北信義區 Neo 19                |                                       |
| 精光堂 J&V                       | 店長活動 | 2017/10/29 | 台中廣三SOGO百貨                 | 現場 Live 直播                        |
| 紅心字會籌募弱勢兒童營養餐費活動 | 公益活動 | 2017/10/31 | 台北                             | TUD受邀擔任紅心字會公益大使           |
| Samsung 特選星活動               | 現場活動 | 2017/11/11 | 高雄草衙道 Samsung Galaxy Studio |                                       |
| 宏國德霖科技大學迎新演唱會       | 舞台演出 | 2017/11/23 | 宏國德霖科技大學                 | TUD 首次校園演唱                      |
| 2017 苗栗音樂佳餚節              | 舞台演出 | 2017/11/25 | 竹南運動公園                     | 苗栗縣政府文化觀光局 主辦             |
| 聖誕好事集音樂會                 | 舞台演出 | 2017/12/16 | 台北信義威秀中庭徒步區           | 好事聯播網 主辦                       |
| 中華科技大學耶誕晚會             | 舞台演出 | 2017/12/18 | 中華科技大學                     | 又名「智慧財產權宣導晚會」            |
| 台北海洋科技大學聖誕演唱會       | 舞台演出 | 2017/12/20 | 台北海洋科技大學                 | 又名「聖誕在17演唱會」                |
| 國立臺灣海洋大學耶誕演唱會       | 舞台演出 | 2017/12/21 | 國立臺灣海洋大學                 | 又名「52Hz藍海耶誕夜」                |
| 台北市立大同高中耶誕晚會         | 舞台演出 | 2017/12/23 | 台北市立大同高中                 | 又名「同腥未泯」                      |

## TUD 2018零元徒步環島計畫
TUD五名團員於2018年1月24日，啟動「零元徒步環島計畫」（又名「TUD公轉自轉」），當天正好是團員姜沛芯（貝果）生日。為累積人氣與知名度，五位團員由台灣南部（高雄）開始，徒步深入各角落，拜訪了傳統市場、老人院、幼兒園、廟宇、商場與風景區等，沿途除了打工賺旅費外，也利用17直播與臉書直播，將現場即時畫面與各地網友分享。
2018年2月6日，也就是「零元徒步環島計畫」的第14天，團員們夜宿高雄市路竹區的當晚11點50分，花蓮發生震度高達7級的強震，多棟樓房倒塌。老家在花蓮的貝果非常擔心花蓮親友的狀況，一度想中止計畫趕回花蓮，後來得知家人都平安才打消中斷計畫的念頭。從新聞報導得知花蓮災情慘重，TUD團員們一致決定捐助沿途打工賺來的旅費新台幣一萬元，幫助花蓮鄉親做為救災之急用。
截至2018年3月3日，TUD共計以34天的時間完成徒步行走高雄全部38個行政區的任務，並於次日(2018年3月4日)於高雄市苓雅區的飛行家青年旅館舉辦首場粉絲見面會。

## 外部連結
- TUD的Facebook專頁
- TUD的Instagram帳戶
- TUD 的新浪微博 （页面存档备份，存于）